# Едлина-Здруй
Едлина-Здруй (пол. Jedlina-Zdrój, нем. Bad Charlottenbrunn)  —  город  в Польше, входит в Нижнесилезское воеводство,  Валбжихский повят.  Имеет статус городской гмины. Занимает площадь 17,47 км². Население — 5155 человек (на 2004 год).

## История

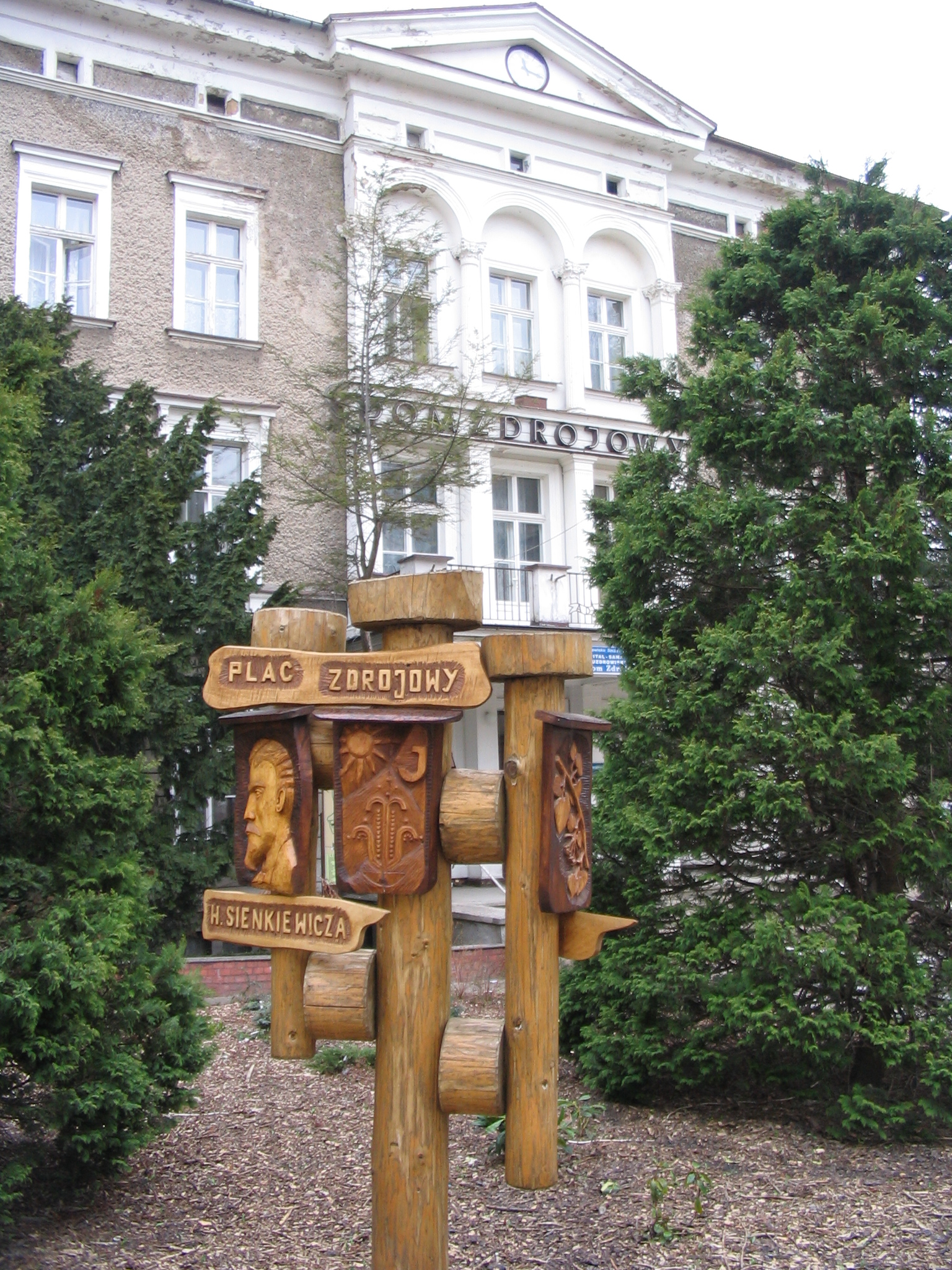
Едлина-Здруй

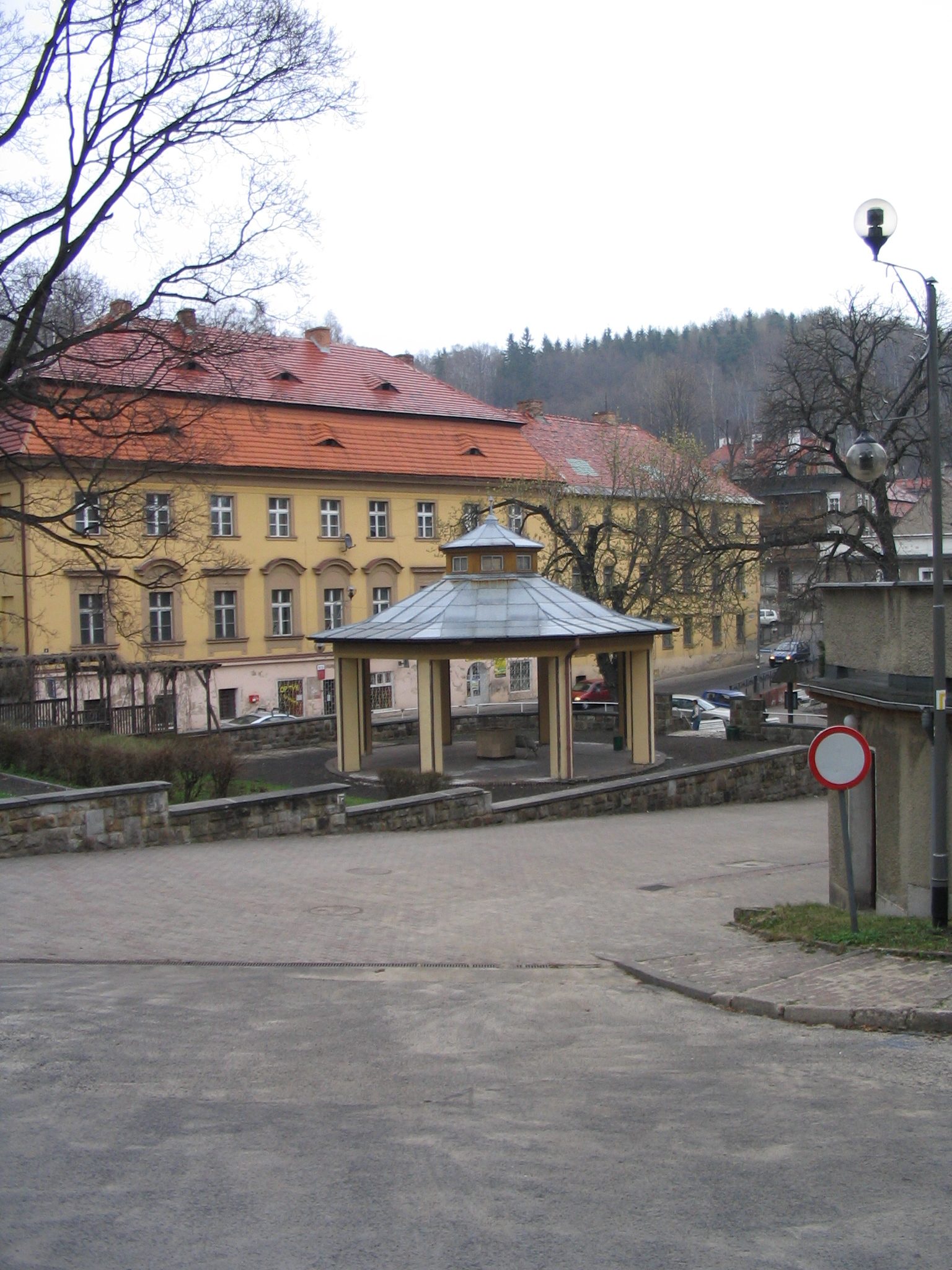
Едлина-Здруй